# Anser (hvězda)
Anser (také Alfa Vulpeculae, α Vul) je nejjasnější hvězda v souhvězdí Lištičky. Jedná se o červený obr spektrální třídy M0.5IIIb s hvězdnou velikostí +4,40. Hvězda leží asi 291 světelných let od Země a tvoří širokou optickou dvojhvězdu s hvězdou 8 Vulpeculae.

## Popis
Anser je červený obr na asymptotické větvi obrů (AGB). Hvězda má hmotnost přibližně 0,97 M☉ a její povrchová teplota dosahuje 3 690 K. Její poloměr je asi 43krát větší než Slunce, což odpovídá zářivosti 416 L☉.

## Chemické složení a kovnatost

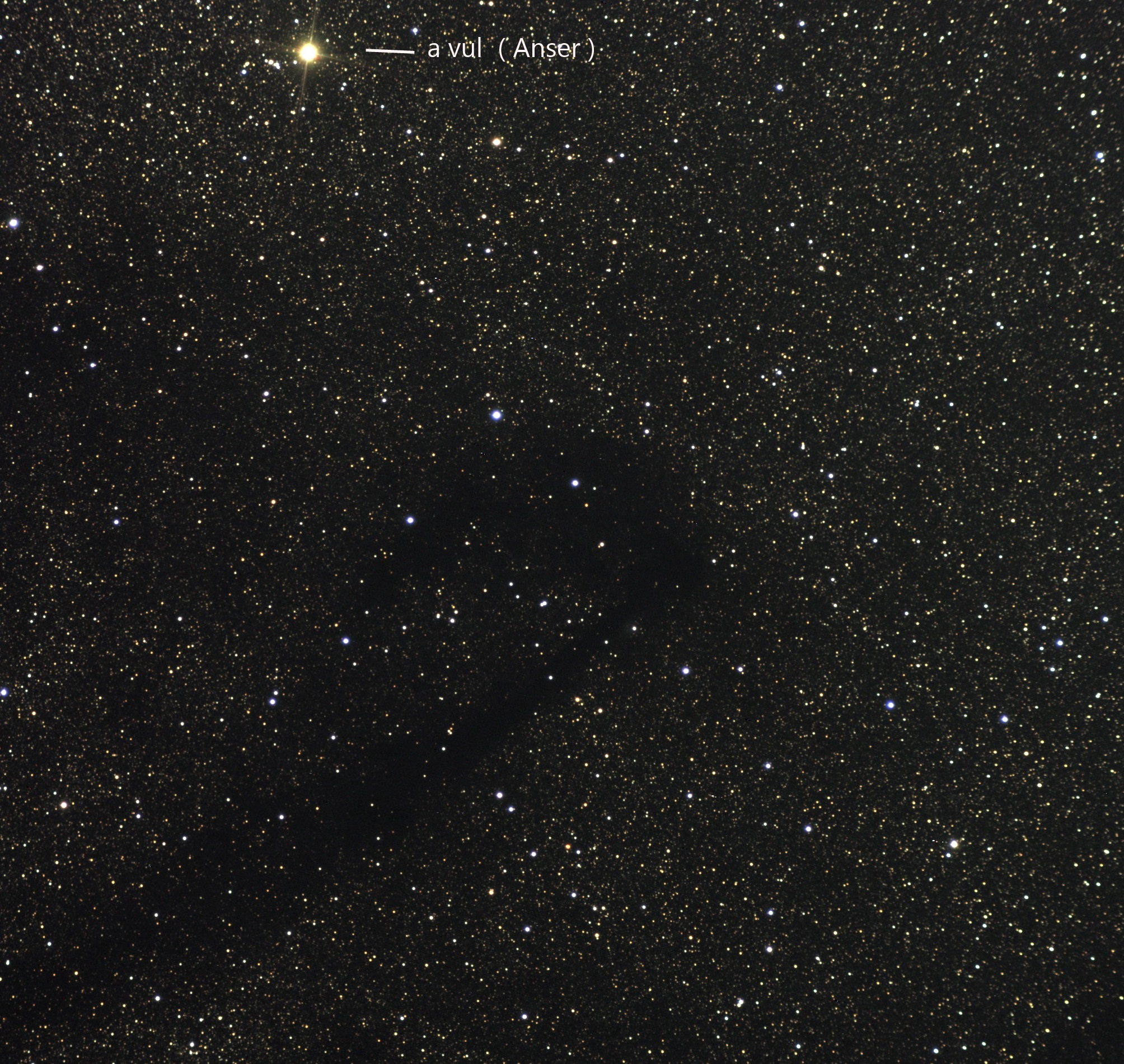
Hvězda Anser (Alpha Vulpeculae).

Analýza hvězdy ukázala nízkou kovnatost ([Fe/H] ≈ -0,38), což odpovídá stáří hvězdy okolo 11,3 miliard let a příslušnosti k populaci II. Hvězda také vykazuje izotopové poměry uhlíku a kyslíku typické pro červené obry, což naznačuje, že dosud neprošla třetím dredžapem.

## Arkturova skupina
Anser je členem Arkturovy pohybové skupiny, což je shluk hvězd s vysokým vlastním pohybem, který je považován za pozůstatek malé galaxie pohlcené Mléčnou dráhou. Hvězdy v této skupině mají podobné kinematické vlastnosti a nízký obsah kovů, což naznačuje jejich původ mimo galaktický disk.

## Historie a názvosloví
Tato hvězda nesla tradiční jméno „Anser“, což znamená „husa“ v latině. Název pochází z doby, kdy se souhvězdí nazývalo „Vulpecula cum Ansere“ („lištička s husou“). V roce 2016 Mezinárodní astronomická unie (IAU) zorganizovala Pracovní skupinu pro jména hvězd (WGSN) s cílem katalogizovat a standardizovat vlastní jména hvězd. Skupina WGSN schválila název Anser pro tuto hvězdu dne 30. června 2017 a tento název je nyní zařazen na seznam schválených názvů hvězd IAU.